# وزير الخارجية (الولايات المتحدة)
وزير الخارجية الأمريكي هو المسؤول الأعلى في وزارة الخارجية الأمريكية والذي يعهد إليه أمر الشؤون الخارجية في الولايات المتحدة الأمريكية. ويكون وزير الخارجية من بين أهم أعضاء المجلس الوزاري منزلة من ناحية نيابة الرئيس والأهمية السياسية. ويشغل منصب وزير الخارجية الأمريكي ماركو روبيو.

## خلفية تاريخية
تم في مؤتمر فيلادلفيا الثاني في العاشر من كانون الثاني 1781 إنشاء وزارة الشؤون الخارجية (Department of Foreign Affairs) في الولايات المتحدة الأمريكية. وقام جورج واشنطن في 27 تموز 1789 بالمصادقة على تشريع يفضي بمنح القوة التنفيذية لوزارة الشؤون الخارجية التي يرأسها وزير الشؤون الخارجية (Secretary of Foreign Affairs). ومن ثم قام الكونغرس الأمريكي بتشريع قانون يضيف مسؤوليات محلية إضافية تكون الوزارة مسؤولة عنها ومن ثم تغير اسم الوزارة إلى وزارة الخارجية الأمريكية (Department of State), يرأسها وزير الخارجية (Secretary of State), ووافقت الإدارة الأمريكية في واشنطن على هذا التشريع في 15 أيلول 1789. كان منصب نائب الرئيس في المراحل الأولى من تأسيس الولايات المتحدة الأمريكية هو الشخص الذي حصل على أكبر عدد من أصوات المرشحين بعد الرئيس المنتخب ويمكن أن يكون من غير الحزب الذي ينتمي إليه الرئيس، إلا أن وزير الخارجية الذي يكون من الحزب الذي ينتمي إليه الرئيس كان ينظر إليه بأنه هو الأولى بأن يكون نائب الرئيس.

## مسؤوليات وزير الخارجية الأمريكي
كانت هنالك العديد من المهام المحلية التي كانت موكلة إلى وزارة الخارجية الأمريكية، إلا إنها انتقلت إلى وزارات وهيئات حكومية أخرى، ولم يتبق من تلك المهام المحلية سوى ما يتعلق بشؤون ختم الولايات المتحدة الأمريكية, والتصريحات الحكومية، والرد على الاستفسارات المتعددة التي ترد الرئاسة. وينص دستور الولايات المتحدة الأمريكية على أن وزير الخارجية يقوم بتنفيذ هذه المهام بناء على طلب الرئيس. ومن المهام الموكلة لوزير الخارجية أيضاً إجراء المفاوضات مع الممثلين الخارجيين ومتابعة عمل القنصليات الأمريكية ووزارتها في البلدان المختلفة. كما يكون وزير الخارجية مستشاراً أولاً للرئيس الأمريكي فيما يتعلق بالشؤون الخارجية للبلاد، والأنشطة المشتركة بين الوزارات والهيئات الحكومية في الخارجية، إلا فيما يتعلق ببعض المناحي العسكرية للإدارة.
أما بالنسبة لنيابة الرئيس فإن وزير الخارجية يكون في الترتيب الرابع في هذا الشأن، بعد نائب الرئيس المكلف، ورئيس مجلس النواب، ورئيس مجلس الشيوخ.
وقد جاء في أحد القوانين الفيدرالية في الولايات المتحدة الأمريكية أن على الرئيس الأمريكي الذي يرغب بالتنحي عن منصبه أن يرسل كتاباً خطياً إلى مكتب وزارة الخارجية الأمريكية. وقد حصل هذا الأمر مرة واحدة في تاريخ الولايات المتحدة حين قام الرئيس ريتشارد نيكسون بالاستقالة في التاسع من آب لعام 1974, حين بعث بكتاب الاستقالة إلى وزير الخارجية في ذلك الوقت هنري كيسينجر.